# Flintlåspistol

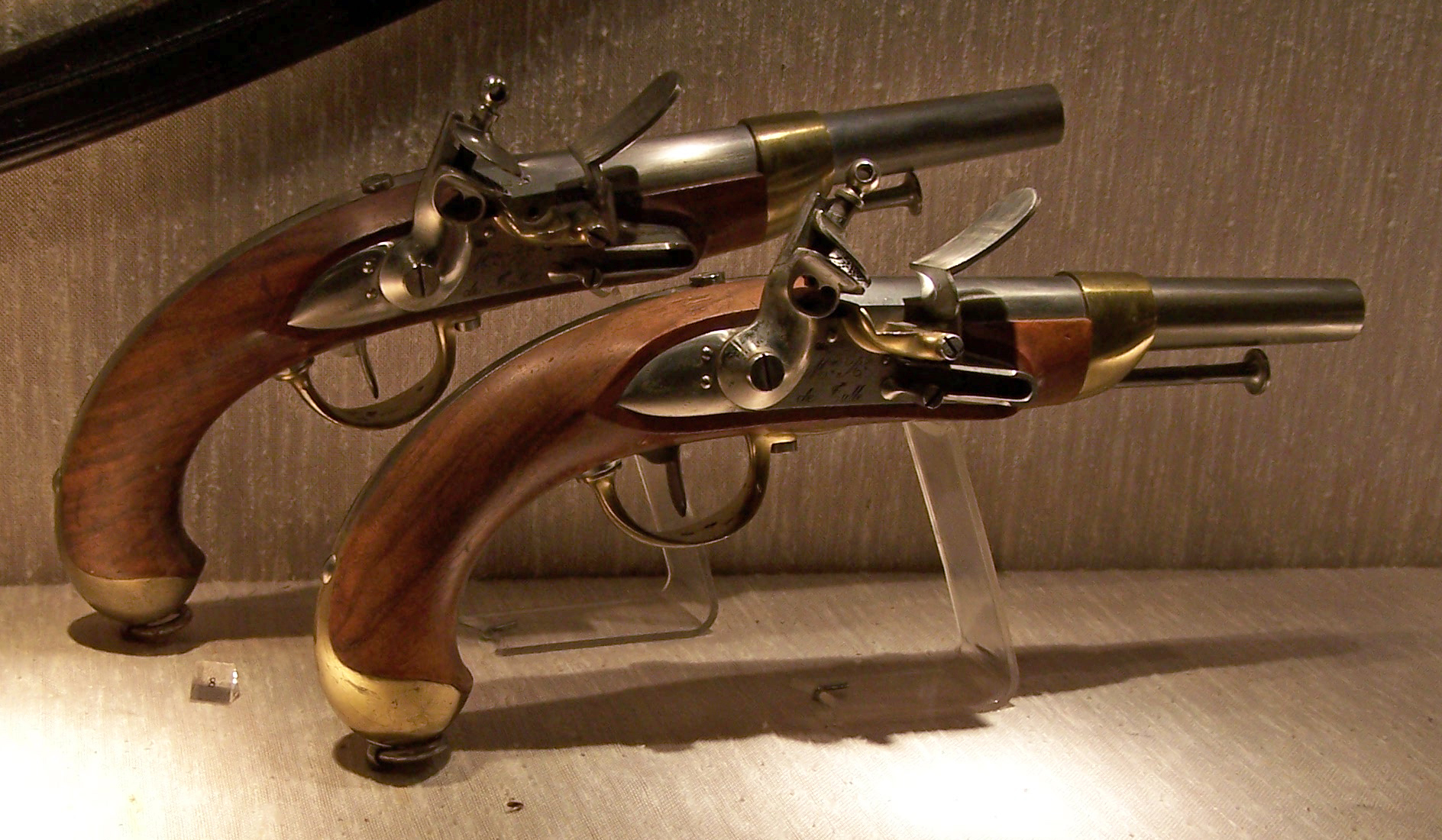
Franska flintlåspistoler, 1816.

Flintlåspistoler, 1670-tal.

Flintlåspistol, en pistol som använder sig av flintlåsmekanism.
När flintlåset ersatte hjullåset och snapplåset kunde pistolerna göras mindre och lättare, och de blev dessutom billigare att tillverka. Flintlåset möjliggjorde tillverkandet av små fickpistoler och det blev möjligt för vanliga människor att skaffa sig pistoler.
Med flintlåspistolen började också bruket att duellera med pistoler. Särskilda duellpistoler tillverkades och såldes i set om två.
För militära ändamål, innebar flintlåset att pistoler kunde börja masstillverkas och många fler soldater kunde utrustas med pistol.
Flintlåspistoler började ersättas när slaglåset introducerades år 1815, men många arméer använde fortfarande flintlås under 1840- och 50-talet.